# Jim Kolbe

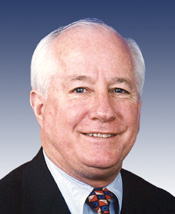
Jim Kolbe

James Thomas („Jim“) Kolbe (* 28. Juni 1942 in Evanston, Illinois; † 3. Dezember 2022) war ein US-amerikanischer Politiker. Er war Mitglied der Republikaner und von 1985 bis 2007 Abgeordneter im Repräsentantenhaus der Vereinigten Staaten.

## Biographie
Nach seiner Schulausbildung studierte Kolbe an der Northwestern University in Evanston und an der Stanford University in Palo Alto in Kalifornien. Danach diente er bei den US-amerikanischen Seestreitkräften und arbeitete später für den republikanischen Gouverneur Richard Ogilvie in Illinois. Kolbe wurde als Abgeordneter in den Senat von Arizona gewählt. 1985 gelang ihm der Einzug als Abgeordneter in das Repräsentantenhaus der Vereinigten Staaten. In den folgenden Parlamentswahlen wurde er jeweils als Abgeordneter wiedergewählt. Kolbe war nach Steven Gunderson der zweite offen homosexuelle republikanische Abgeordnete im Repräsentantenhaus.
Im November 2005 gab Kolbe bekannt, nicht erneut als Abgeordneter zu kandidieren. Seinen Sitz im Repräsentantenhaus gewann bei den Wahlen 2006 als Nachfolgerin die demokratische Abgeordnete Gabrielle Giffords.